# Langenlonsheimer Wald
Koordinaten: 49° 54′ 36″ N, 7° 51′ 50″ O

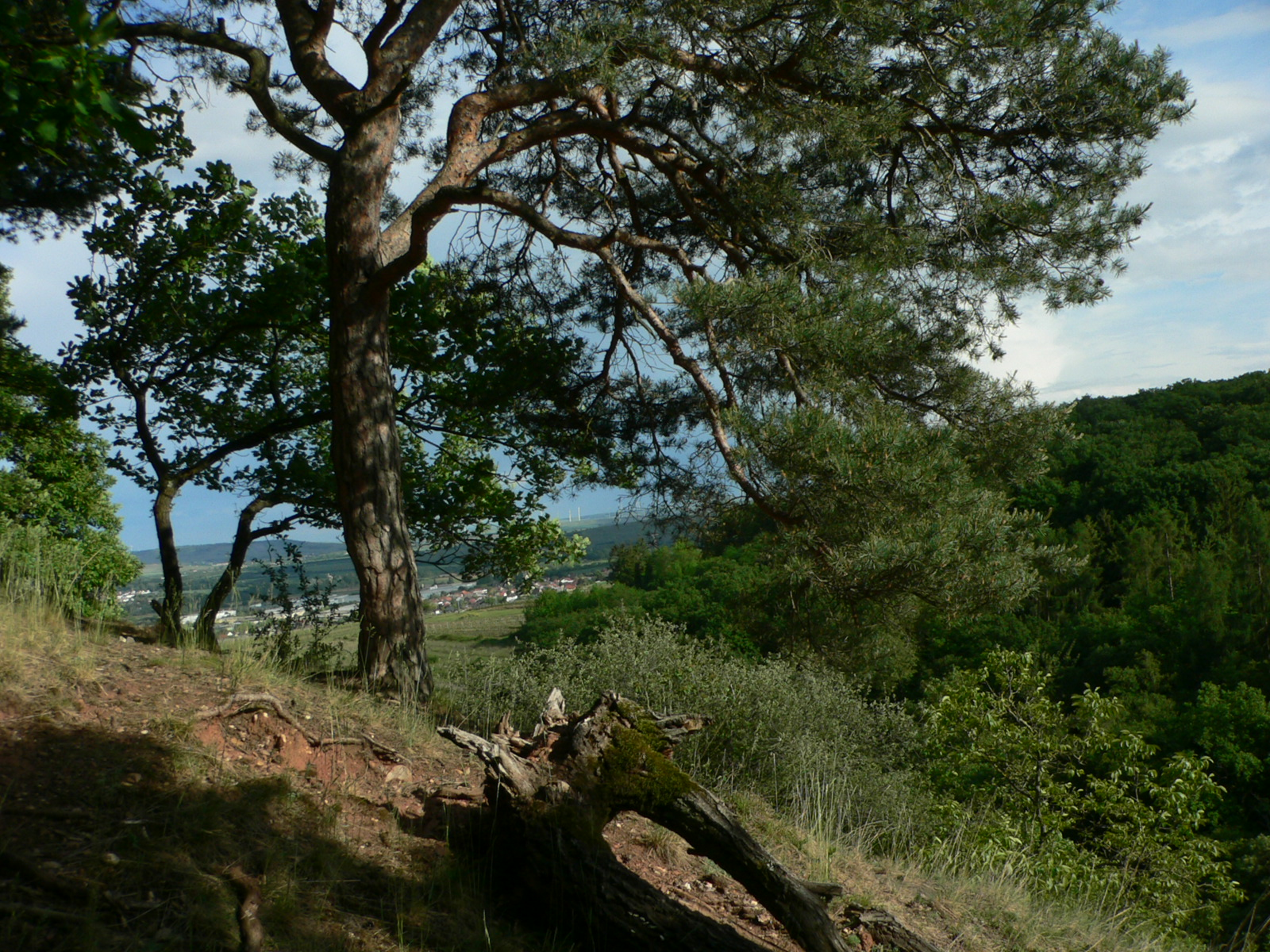
Auf dem "Fichtekopp" im Langenlonsheimer Wald

Als Langenlonsheimer Wald wird ein circa 500 Hektar großes Waldgebiet im Landkreis Bad Kreuznach bezeichnet, das sich westlich der Nahe zwischen den Gemeinden Langenlonsheim, Guldental, Windesheim, Waldlaubersheim, Dorsheim und Laubenheim erstreckt. Der größte Teil des Waldes liegt in der Langenlonsheimer Gemarkung. Im Wald befinden sich die Naturschutzgebiete Saukopf und Fichtekopf sowie Am Hartmannsgalgen. Innerhalb des Waldes sind Hügelgräber belegt, die aus der Bronzezeit ab etwa 1.800 v. Chr. stammen.
Die drei jüdischen Friedhöfe von Langenlonsheim, Waldhilbersheim und Windesheim liegen im Wald in geringer Entfernung zueinander. 
Der Langenlonsheimer Wald wird als Naherholungsgebiet für Jogger, Nordic Walker und Spaziergänger genutzt. Im Wald sind ein Trimm-Dich-Pfad und der Vitaltour “Wald, Wein, Horizonte” angelegt.